# Maria Adelaide Lima Cruz
Maria Adelaide Lima Cruz  (Lisboa, 1908 – 1985) fue una pintora, ilustradora, escenógrafa y diseñadora de vestuario portuguesa.

## Trayectoria
Maria Adelaidae Lima Cruz (1908 – 1985) nació en el seno de una familia de pintores y músicos, siendo hija de la pintora y profesora de piano, Adelaida Lima Cruz (1878 – 1963), y hermana de la musicóloga María Antonieta Lima Cruz. Comenzó a dibujar desde muy joven, y siendo alumna de Carlos Reis, no siguió ninguna formación académica.
Lima Cruz comenzó a ilustrar profesionalmente en 1921 a la edad de 12 años para la revista Ilustração Portuguesa. En 1921 realizó su primera exposición junto a su madre, la que aportó dos pinturas. Después realizó alrededor de 40 exposiciones individuales en Portugal y Francia, pasando algún tiempo en París en 1934 con una beca del gobierno. Durante su estancia en París alcanzó el éxito con el vestuario diseñado para Corina Freire, la actriz y cantante portuguesa que los lució en un espectáculo realizado con Maurice Chevalier.
En 1928, debutó como escenógrafa y diseñadora de vestuario para lo que en Portugal se conocía como un espectáculo de "revista" o vodevil. Su estilo inicial, cosmopolita, colorido y elegante, se adaptaba bien a este tipo de espectáculos. Su vestuario se hizo famoso y durante el resto de las décadas de 1920 y 1930 realizó una importante contribución al diseño de espectáculos, incluidos el ballet y la ópera. En 1931 también comenzó a exhibir objetos en vidrio. En enero de 1932, junto con las escultoras Maria José Dias da Câmara y Ana de Gonta Colaço, con la que mantuvo una relación amorosa, inauguró el Salão dos Artistas Criadores (Salón de Artistas Creativos), que tenía como objetivo exhibir sólo obras estilísticamente originales. Partiendo de los diseños escénicos, comenzó a hacer murales, como el Casino Estoril en 1935 y la Exposición del Mundo Portugués celebrada en 1940 en Belém, cerca de Lisboa. Este último, aunque destinado a glorificar el régimen del Estado Nuevo portugués, en realidad dio una oportunidad a un gran número de artistas, incluidas diez mujeres, que tenían ideas artísticas opuestas a las del régimen.
Gran parte de la obra de Lima Cruz se encuentra en colecciones privadas. Sin embargo, su obra se puede ver en el Museo Chiado de Lisboa y en la Casa-Museu Dr. Anastácio Gonçalves de Lisboa.

## Reconocimientos
En 1944 fue reconocida con la primera medalla de Diseño de la Sociedad Nacional de Bellas Artes de Portugal.